# EXPAL BRP 375
EXPAL BRP 375 – hiszpańska bomba odłamkowo-burząca o małym oporze czołowym wyposażona w spadochron hamujący. Bomba jest przenoszona przez samoloty VA-1 Matador, EAV-8B Harrier II, F-5 Freedom Fighter, Mirage F1 i EF-18 Hornet.